# 横紋筋肉腫
横紋筋肉腫（おうもんきんにくしゅ、英語: Rhabdomyosarcoma）とは骨、そして筋肉や脂肪といった軟部組織にできる腫瘍である。小児や青少年がかかることが多いが、まれに成人でも発症する。腫瘍は体の様々な部分にできるが、自覚症状がなく発症頻度が低いため、腫瘍が大きくなってから初めて気が付くこともある。

## 疫学
性比は男(1.4)：女(1.0)、小児がん全体に占める割合は3%程度から 8%程度とされ、1歳から4歳くらいまでは特に多く、全体の2⁄3 が 6 歳以下。乳児期、5-7 歳頃、10 歳代に発生のピークがある。日本での発症者数は年間90人程度とされる。
当該疾患の発症率を高める疾患として、リー・フラウメニ症候群、神経線維腫1型(NF1)、ベックウィズ-ヴィーデマン症候群、コステロ症候群、ヌーナン症候群、MEN2A症候群などが知られているが、充分に解明されていない。

## 横紋筋肉腫の特徴
全ての部位に発生する可能性はあるが、好発部位が存在する。
1. 頭頸部（約35%）、通常は眼窩または上咽頭道：学齢期の小児で最も多くみられる
2. 泌尿生殖器系（約25%）、膀胱、前立腺、腟
3. 四肢（約20%）：青年で最も多くみられる
4. 体幹/その他の部位(20%)

転移は患者の15-25%に発生し最も多い部位は肺である。骨、骨髄、リンパ節にも転移する。
胎児型と胞巣型の2種類に大別される。
胎児型特徴は、染色体11p15.5のヘテロ接合性の消失。
胞巣型PAX3遺伝子をFOXO1(FKHR)遺伝子と融合させる転座t(2;13)、およびPAX7遺伝子をFOXO1(FKHR)遺伝子と融合させる転座t(1;13)と関連するもの。

### 症状と症候

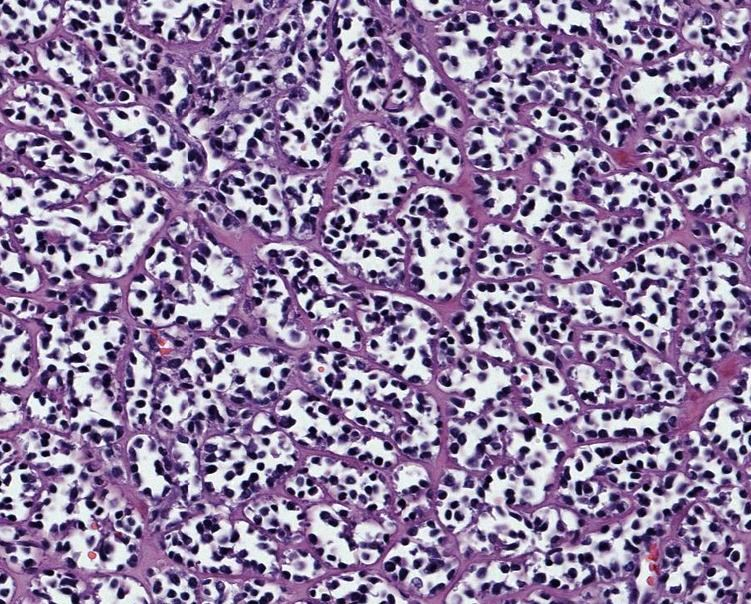
硬直化した横紋筋肉腫

小児の典型例では、全身症状は現れない。腫瘍発生部位に触って判別出来る硬い腫瘤が認められる。深部に発生した腫瘍では近隣臓器が圧迫され、圧迫された臓器の機能障害や血尿、声質の変化、疼痛などが現れる。
眼窩および上咽頭流涙、眼痛、眼球突出。
上咽頭腔鼻閉、声質の変化、粘液膿性の分泌物。
泌尿生殖器腹痛、触知可能な腹部腫瘤、排尿困難、血尿。
四肢密着した硬い腫瘤が上肢または下肢のあらゆる部位。無症状のままリンパ節への転移。肺、骨髄

### 胎児型(ERMS)と胞巣型(ARMS)

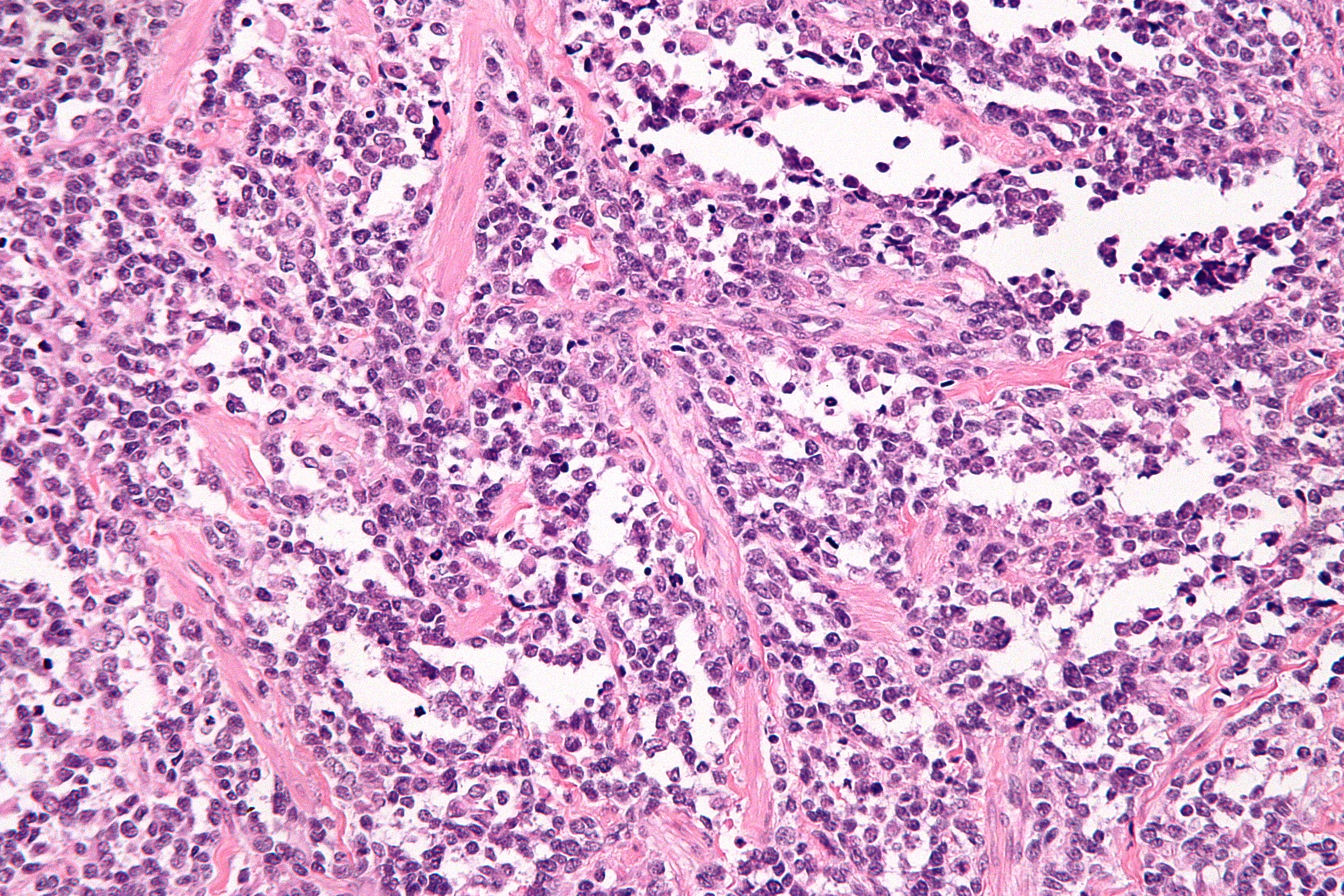
胞巣性横紋筋肉腫の拡大写真

小児の横紋筋肉腫は、病理組織学診断を目的とした、顕微鏡下での観察による腫瘍細胞の増殖パターン、及び形状に応じて、胎児型(ERMS)と胞巣型(ARMS)との2大組織型亜型に分けられる。胎児型は小児に多く、眼窩や頭頚部、泌尿生殖器系などに腫瘍ができることが多い。長期予後は比較的良好といえる。また鼻腔、膣、膀胱など粘膜で覆われた管腔臓器にもできることがある。この場合は胎児型の特殊型である、ブドウの房状の組織所見が出現する。一方、胞巣型は年長の子供や青年に多く、体幹や四肢に主に発生する。しかも転移や再発が起こりやすく、治療抵抗性となりやすいため、胎児型よりも悪性である。
胎児型と胞巣型はさらに以下のタイプに分けられる。

#### 胎児型
- ブドウ状亜型 (botryoid variant)
- 紡錘細胞亜型 (spindle cell variant)
- 退形成亜型(anaplastic variant)

#### 胞巣型
- 固形亜型(solid variant)
- 胎児胞巣混合亜型(mixed embryonal / alveolar) 胎児型と混在するため、混合型と診断される場合もある。
- 退形成亜型(anaplastic variant)

## 検査
血液検査、尿検査、画像検査、骨髄検査（生検）を組合せて行う。
画像検査核磁気共鳴画像法、コンピュータ断層撮影、ポジトロン断層法

## 治療
外科手術、放射線療法、化学療法

## ステージ分類
TNM分類
- T 腫瘍
  - T1:原発部位に限局、T2:原発巣の周囲組織に浸潤 腫瘍径/ a < 5cm 、b > 5cm
- N リンパ節
  - N0:臨床的に浸潤なし、N1:臨床的に浸潤あり、Nx:臨床的に浸潤不明
- M 遠隔転移
  - M0:遠隔転移なし、M1:遠隔転移あり

| 記号 | 原発部位                                                          | 腫瘍  | 腫瘍径 | リンパ節 | 遠隔転移 |
| ---- | ----------------------------------------------------------------- | ----- | ------ | -------- | -------- |
| 1    | 眼窩、頭頸部（傍髄膜を除く）、 泌尿生殖器系（膀胱・前立腺を除く） | T1/T2 | a/b    | N0/N1/Nx | なし(M0) |
| 2    | 膀胱 / 前立腺、四肢、傍髄膜、 その他（後腹膜，躯幹など含む）      | T1/T2 | a      | N0/Nx    | なし(M0) |
| 3    | 膀胱 / 前立腺、四肢、傍髄膜、 その他（後腹膜，躯幹など含む）      | T1/T2 | a      | N1       | なし(M0) |
| 3    | 膀胱 / 前立腺、四肢、傍髄膜、 その他（後腹膜，躯幹など含む）      | T1/T2 | b      | N0/N1/Nx | なし(M0) |
| 4    | 全て                                                              | T1/T2 | a/b    | N0/N1    | あり(M1) |

※『横紋筋肉腫 診療ガイドライン』より引用し改変。
| I   | 局所限局性腫瘍、完全切除                                                       |
| II  | 顕微鏡的腫瘍残存、肉眼的には全摘、所属リンパ節転移なし/あり、微小残存＋/−      |
| III | a．生検のみ、 b．亜全摘/50 %以上の部分切除                                     |
| IV  | a．遠隔転移、 b．髄液/胸水/腹水中に腫瘍細胞あり、 c．胸膜播種/腹膜（大網）播種 |

※『横紋筋肉腫 診療ガイドライン』より引用し改変。

## 予後因子
究報告からの予後因子
| 因子分類                            | 予後良好                                                         | 予後不良                       |
| ----------------------------------- | ---------------------------------------------------------------- | ------------------------------ |
| 初発年齢                            | 1歳以上、10歳未満                                                | 1歳未満、10歳以上              |
| 腫瘍因子 腫瘍原発部位               | 眼窩、 傍髄膜を除く頭頸部泌尿生殖器（膀胱・前立腺を除く）、 胆道 | 傍髄膜、膀胱・前立腺、四肢など |
| 腫瘍直径                            | 5 cm 未満                                                        | 5 cm 以上                      |
| 切除の可否                          | 完全切除                                                         | 腫瘍残存                       |
| 遠隔転移（ステージ 4）              | 遠隔転移なし                                                     | 遠隔転移＋                     |
| 遠隔転移肺                          | 2 個未満で切除可能                                               | 2 個以上で切除不能             |
| 骨、骨髄転移                        | なし                                                             | あり                           |
| CPK や LDH の著しい高値             | なし                                                             | あり                           |
| 病理組織型                          | 胎児型（含ブドウ肉腫など）                                       | 胞巣型，未分化肉腫             |
| 遺伝子異常                          | なし                                                             | 融合遺伝子あり                 |
| 遺伝子異常 （PAX 遺伝子間での比較） | PAX7-FKHR                                                        | PAX3-FKHR（FOXO1）             |
| 治療開始後 100 日未満の増悪         | なし                                                             | あり                           |
| 放射線治療                          | 規定通りに照射されている                                         | 規定の照射なし、規定違反       |

※ CPK：クレアチンホスフォキナーゼ，LDH：乳酸脱水素酵素

## 横紋筋肉腫に関連した映像作品
- 僕が星になるまえに
- 君が踊る、夏
- 女医・倉石祥子 ～死の研究室～
- ドクターハウス シーズン2 第2話「勇敢な少女」
- グッド・ドクター第1話
- 神さま待って！お花が咲くから